# Labdacos
Dans la mythologie grecque, Labdacos (en grec ancien Λάβδακος / Lábdakos), fils de Polydore, est roi de Thèbes. Il est le père de Laïos, grand-père d'Œdipe, et ancêtre éponyme de la lignée maudite des Labdacides.

## Mythe
Le Pseudo-Apollodore mentionne le nom de sa mère, Nyctéis, fille de Nyctée ; il succède à son père sur le trône, et mène une guerre contre Pandion, fils d'Érichthonios, roi d'Athènes, pour une question de frontières. Il est vaincu après l’intervention de Térée, roi de Thrace, aux côtés de Pandion. Il serait mort « après Penthée parce qu'il s'était comporté comme lui » : Penthée fut tué par les Ménades pour s'être opposé au culte de Dionysos.
Selon Pausanias, il est encore très jeune à la mort de Polydore son père, et la régence échoit à Nyctée puis, à la mort de celui-ci, à son frère Lycos. c’est à partir de ce personnage que les choses tournent mal dans la maison royale de Thèbes car Labdacos a trahi les lois de l'hospitalité. Devenu adulte, Labdacos reçoit le pouvoir, mais il meurt peu après et Lycos assure à nouveau la régence à la place de Laïos enfant.

## Sources
- Pseudo-Apollodore, Bibliothèque [détail des éditions] [lire en ligne] (III, 5, 5 ; III, 14, 8).
- Euripide, Les Phéniciennes [détail des éditions] [lire en ligne] (v. 9).
- Hérodote, Histoires [détail des éditions] [lire en ligne] (V, 59).
- Pausanias, Description de la Grèce [détail des éditions] [lire en ligne] (II, 6, 2 ; IX, 5, 4-5).
- Sophocle, Œdipe roi [détail des éditions] [lire en ligne] (v. 268).